# Empoasca virgata
Empoasca virgata är en insektsart som beskrevs av Mcatee 1934. Empoasca virgata ingår i släktet Empoasca och familjen dvärgstritar. Inga underarter finns listade i Catalogue of Life.